# Synegia frenaria
Synegia frenaria är en fjärilsart som beskrevs av Swinhoe 1902. Synegia frenaria ingår i släktet Synegia och familjen mätare. Inga underarter finns listade i Catalogue of Life.